# Tang Lai
Tang Lai es una deportista hongkonesa que compitió en bolos sobre hierba adaptado. Ganó una medalla de plata  en los Juegos Paralímpicos de Atlanta 1996 en la prueba individual (clase LB7/8).

## Palmarés internacional
| Juegos Paralímpicos | Juegos Paralímpicos      | Juegos Paralímpicos | Juegos Paralímpicos |
| Año                 | Lugar                    | Medalla             | Prueba              |
| ------------------- | ------------------------ | ------------------- | ------------------- |
| 1996                | Atlanta (Estados Unidos) | Medalla de plata    | Individual LB7/8    |